# Pauline Lafont
Pauline Lafont, nata Pauline Aïda Simone Medveczky (Nîmes, 6 aprile 1963 – Barre-des-Cévennes, 11 agosto 1988), è stata un'attrice francese.

## Biografia
Figlia dell'attrice francese Bernadette Lafont e dello scultore ungherese Diourka Medveczky, debuttò nel 1975, per poi recitare con più continuità a partire dal 1982.
All'età di soli 25 anni morì in un incidente escursionistico a Barre-des-Cévennes, in Francia. Tre mesi e dieci giorni dopo la sua partenza, il suo corpo fu ritrovato da un contadino di passaggio ai piedi di una scogliera, a quattro chilometri da casa sua. Gli investigatori accertarono che era caduta per più di dieci metri e che era morta sul colpo.

## Filmografia parziale

### Cinema
- Vincent mit l'âne dans un pré (et s'en vint dans l'autre), regia di Pierre Zucca (1975)
- Gli imboscati del reggimento (Les planqués du régiment), regia di Michel Caputo (1983)
- Papy fait de la résistance, regia di Jean-Marie Poiré (1983)
- Vive les femmes!, regia di Claude Confortès (1984)
- Il ragazzo della baia (The Bay Boy), regia di Daniel Petrie (1984)
- Una morte di troppo (Poulet au vinaigre), regia di Claude Chabrol (1985)
- Le pactole, regia di Jean-Pierre Mocky (1985)
- La galette du roi, regia di Jean-Michel Ribes (1986)
- Io odio gli attori (Je hais les acteurs), regia di Gérard Krawczyk (1986)
- L'été en pente douce, regia di Gérard Krawczyk (1987)
- Cura la tua destra... (Soigne ta droite), regia di Jean-Luc Godard (1987)

### Televisione
- Merci Bernard - serie TV, 3 episodi (1983)
- Le petit docteur - serie TV, 6 episodi (1986)